# Sault (gruppo musicale)
Sault è un gruppo musicale britannico formatosi nel 2019. È costituito dai musicisti Inflo, Cleo Sol, Kid Sister, Kadeem Clarke, Chronixx e Jack Peñate.

## Storia del gruppo
I Sault si sono fatti conoscere con l'album in studio Nine, entrato al 70º posto nella Official Albums Chart. Hanno ricevuto una nomination ai BRIT Awards 2024 per il miglior artista R&B, esito conseguito dopo aver pubblicato quattro album in studio contemporaneamente nel novembre 2022. Un tour mondiale a supporto dei dischi è incominciato nel dicembre 2023.

## Formazione
- Inflo – voce, pianoforte, chitarra acustica, chitarra elettrica, basso, produttore, ingegnere del suono
- Cleo Sol – voce
- Kid Sister – voce
- Kadeem Clarke – voce
- Chronixx – voce
- Jack Peñate – strumentazione

## Discografia

### Album in studio
- 2019 – 5
- 2019 – 7
- 2020 – Untitled (Black Is)
- 2020 – Untitled (Rise)
- 2021 – Nine
- 2022 – Air
- 2022 – 11
- 2022 – Earth
- 2022 – Today & Tomorrow
- 2022 – Untitled (God)
- 2024 – Acts of Faith

### EP
- 2022 – X
- 2022 – Aiir

### Singoli
- 2019 – We Are the Sun
- 2019 – Don't Waste My Time
- 2019 – Let Me Go